# Margot Eppinger
Margot Eppinger (* 8. Januar 1952 in Denkendorf), verheiratete Margot Bayer ist eine ehemalige deutsche Leichtathletin. Sie trat im Fünfkampf, Weitsprung und Hürdenlauf an.
Im Fünfkampf der Europameisterschaften 1971 in Helsinki belegte sie den zehnten Rang. Bei den Olympischen Sommerspielen 1972 in München wurde sie im Fünfkampf Zwölfte.
1975 wurde sie bei den Halleneuropameisterschaften in Katowice Neunte im Weitsprung.
Bei den Olympischen Sommerspielen 1976 in Montreal kam sie im Fünfkampf auf den zehnten Platz.
1973 und 1975 wurde sie Deutsche Meisterin im Fünfkampf.
Bis 1971 startete sie für den TSV Neuhausen, danach für die LG Filder.

## Persönliche Bestleistungen
- Weitsprung: 6,37 m, 2. Juni 1974, Neuhausen auf den Fildern
- Fünfkampf: 4559 Punkte, 1976